# Séisme et tsunami de 2004 dans l'océan Indien
Le séisme du 26 décembre 2004 dans l'océan Indien est un tremblement de terre d’une magnitude de 9,1 à 9,3 qui s'est produit au large de l'île indonésienne de Sumatra,. L'épicentre se situe à la frontière des plaques tectoniques eurasienne et indo-australienne. Ce tremblement de terre a eu la troisième magnitude la plus puissante jamais enregistrée dans le monde. Il a soulevé jusqu'à 6 mètres de hauteur une bande de plancher océanique longue de 1 600 kilomètres.
Dans les minutes et les heures qui suivent le début du séisme, un tsunami, qui atteint par endroits 35 mètres de hauteur, frappe l'Indonésie, les côtes du Sri Lanka et du sud de l'Inde, ainsi que l'ouest de la Thaïlande. Le bilan en vies humaines est estimé à au moins 250 000 personnes disparues, dont près de 170 000 en Indonésie, 31 000 au Sri Lanka, 16 400 en Inde et 5 400 en Thaïlande, selon les estimations officielles. C'est l'un des dix séismes les plus meurtriers et le plus grave tsunami de l'histoire. Il a fait des victimes sur l'ensemble du pourtour de l'océan Indien. La même région est touchée par un nouveau tremblement de terre le 28 mars 2005.
Le bilan du total des victimes est officiel, et est probablement plus lourd, car certains pays touchés n'avaient pas d'état civil. La Somalie, par exemple, était un pays en guerre civile, et le décompte de ses victimes du tsunami est sujet à caution.

## Séisme

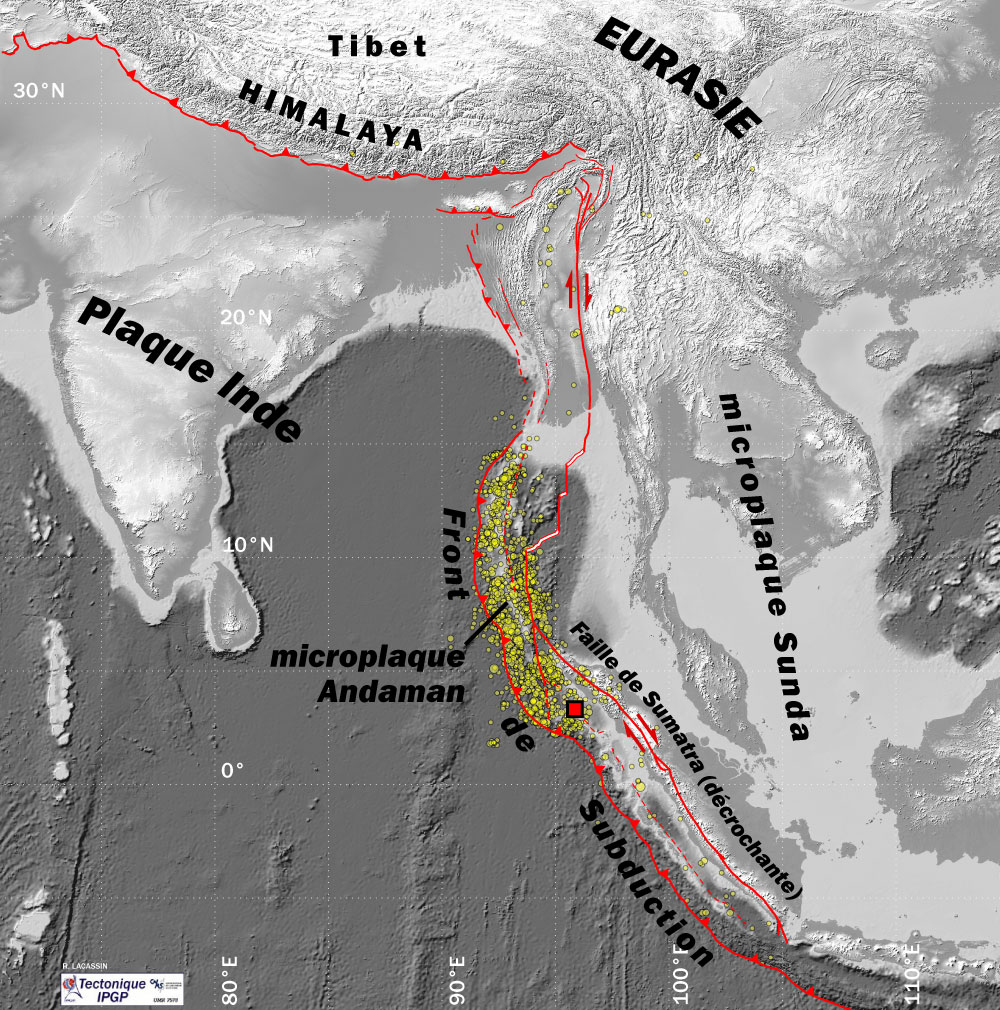
Localisation du séisme : épicentre (carré rouge) et répliques (en jaune) ; plaques tectoniques majeures et principales failles (en rouge), source IPGP,.

Le séisme s'est produit à 0 h 58 min 53 s UTC (7 h 58 min 53 s heure locale à Jakarta et Bangkok). Le tremblement de terre a été initialement évalué à une magnitude de Mw= 8,5, révisée à 8,9, pour finir à 9,1 selon l'Institut géologique américain (USGS).
En analysant les données sismologiques, en particulier la façon dont la Terre s'est mise à résonner après le séisme, les sismologues ont même proposé une magnitude allant jusqu'à 12. L'hypocentre est localisé à 3,3° N, 96° E, soit à 160 kilomètres à l'ouest de Sumatra, à une profondeur de 30 kilomètres. L'origine du séisme est liée à la rupture de la zone de subduction entre deux plaques, la plaque indienne et la microplaque Andaman, sur une longueur d'environ 1 200 kilomètres,. La rupture sur cette faille chevauchante, faiblement inclinée vers le nord-est et émergeant en surface au niveau de la fosse de subduction, a pris environ 18 minutes pour se propager du sud (au large de Sumatra) vers le nord (nord des îles Andaman). Aux endroits où le mouvement a été le plus fort sur la faille, les déplacements ont atteint 15 à 20 m. L'énergie totale mise en jeu par le séisme, estimée par le moment sismique, a été de l'ordre de 5 × 1022 N m,. La partie de cette énergie dissipée sous forme d'ondes sismiques (énergie sismique ES), environ 2 × 1018 J, est équivalente à l'explosion de 500 mégatonnes de TNT ou plus de 30 000 bombes de Hiroshima.
Malgré plusieurs séismes importants ces dernières années dans cette région : Mw=7.9 en 2000 et Mw=7.4 en 2002, la plaque indienne était encore bloquée sous la microplaque Andaman. Ce blocage, du fait de la poussée continue de la plaque indienne, a accumulé des contraintes énormes. Le brusque réajustement a permis le déplacement de la plaque supérieure d'une quinzaine de mètres, et ce mouvement a donné une impulsion à toute la colonne d'eau située au-dessus, donnant naissance à une série d'ondes géantes (peu élevées en pleine mer, mais de grande longueur d'onde - plusieurs dizaines de kilomètres, et très rapides : entre 500 et 800 km/h). Une telle longueur d'onde met en mouvement une très importante masse d'eau qui, se déplaçant à très grande vitesse, contient une grande quantité d'énergie, d'où son pouvoir de destruction lorsqu'elle vient se heurter aux constructions du rivage. La grande longueur d'onde fait que la pente de la vague est très faible surtout lorsque la profondeur d'eau est importante. Ainsi, des pêcheurs au large des côtes n'ont même pas ressenti le tsunami, lorsqu'il est passé sous leur navire. À l'approche des côtes, la moindre profondeur ralentit les vagues avant tandis que les suivantes, plus rapides, engendrent une accumulation aboutissant finalement à un mur d'eau.
Le séisme proprement dit a été ressenti dans plusieurs pays de la région, dont les îles Maldives, le Sri Lanka, l'Inde, le Bangladesh, la Birmanie, la Thaïlande, la Malaisie et Singapour. Au-delà de ces pays, les tsunamis qui ont suivi sont cependant à l'origine du plus grand nombre de victimes, car leurs effets se sont fait sentir sur tout le pourtour de l'océan Indien, jusqu'aux côtes est-africaines de Somalie, du Kenya et de Tanzanie et jusqu'à l'île française de La Réunion, ou encore les côtes nord-ouest de l'Australie (voir animation et carte). Les populations locales n'ont pas été prévenues par un système approprié d'alerte rapide, en place seulement dans certains pays à risque sismique élevé. La propagation de l'onde de tsunami a en effet pris plusieurs heures pour atteindre certains des pays touchés. Le phénomène se déplace à une vitesse importante, de l'ordre de cent à deux cents mètres par seconde, c'est-à-dire parfois jusqu'à 800 km/h. De plus, à l'approche des côtes, les masses liquides perdent de leur rapidité, mais leur taille augmente, pour atteindre 10, 20, voire 35 mètres de hauteur,. L'Indonésie a souffert plus que tout autre, avec près de 170 000 morts. Mais 60 000 autres victimes ont péri au Sri Lanka, en Inde, en Thaïlande et jusqu'en Afrique.

### Répliques et autres séismes

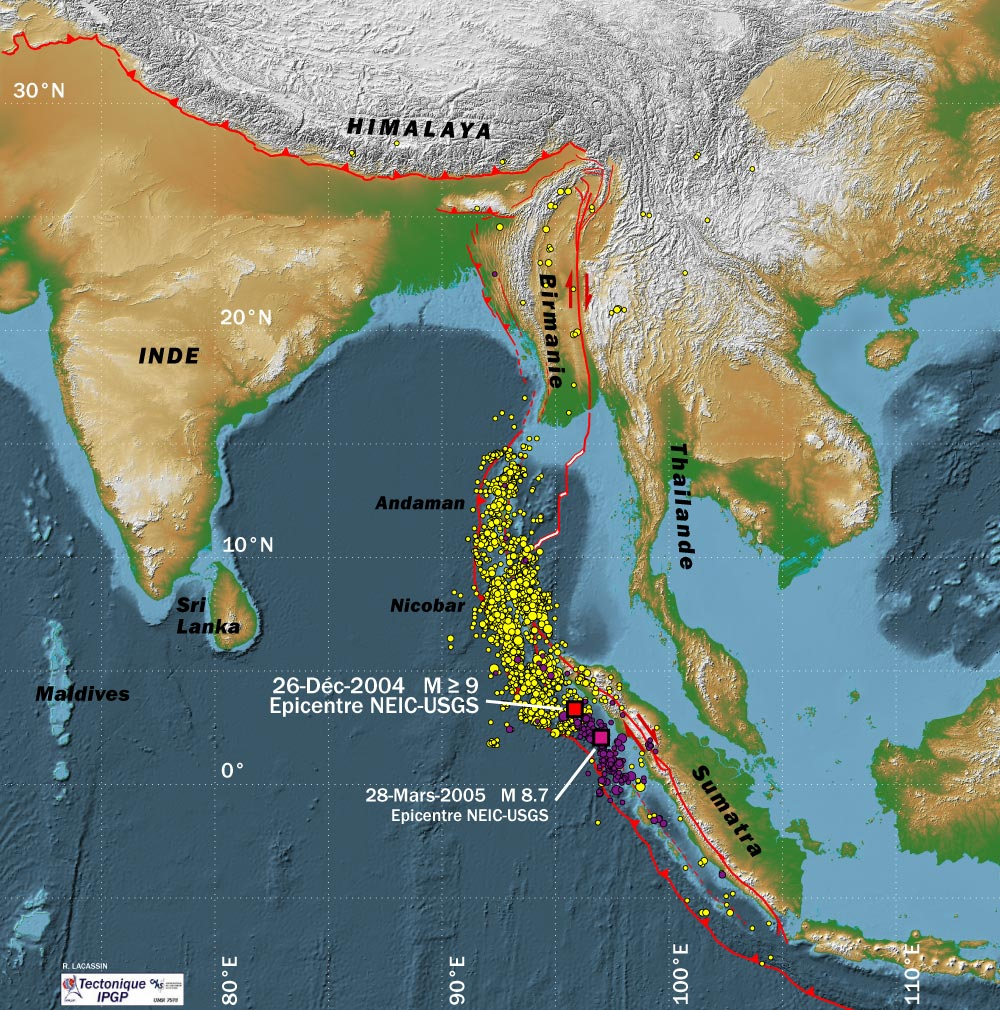
Séismes du 26 décembre 2004 et 28 mars 2005 et répliques de décembre 2004 à début avril 2005 (points jaunes et violet), source IPGP,.

De très nombreuses répliques du séisme du 26 décembre ont été enregistrées pendant les mois qui ont suivi. Une quarantaine de ces répliques ont dépassé la magnitude 6. Parmi elles, deux séismes de magnitude supérieure à 7 se sont produits au large des îles Nicobar. Le premier a eu lieu 4 heures après le séisme de magnitude 9, le second environ 7 mois plus tard, le 24 juillet 2005. En carte (voir figure ci-contre), la zone de répliques correspond en gros à la zone de faille qui a rompu lors du tremblement de terre du 26 décembre. Les mécanismes et la localisation des répliques montrent qu'elles se sont produites aussi bien sur le plan de faille principal du 26 décembre que sur les nombreuses failles secondaires qui l'entourent. En mars 2005, un séisme de magnitude 8,7 s'est produit un peu plus au sud, près de l'île de Nias. Il a rompu une autre partie de la zone de subduction, longue d'environ 300 km,.
Plus d'un an après, l'activité sismique est toujours élevée dans cette zone. En mai 2006, une violente secousse de magnitude 6,8 ébranlait à nouveau Sumatra et l'île de Nias.
Le séisme du 26 décembre s'est produit trois jours après un autre séisme de magnitude 8,1 dans une région océanique, au sud-ouest de la Nouvelle-Zélande (épicentre 50,15° S-160,36° E). Habituellement, on ne compte qu'un seul séisme de magnitude égale ou supérieure à huit par an en moyenne. Néanmoins, malgré cette proximité dans le temps, ces deux séismes sont indépendants, et rien n'indique qu'ils puissent être reliés mécaniquement. On peut noter, de façon plus anecdotique, que ce séisme s'est produit un an jour pour jour (à une heure près) après le séisme meurtrier de Bam en Iran, de magnitude 6,6, et où 30 000 personnes avaient trouvé la mort.

### Autres conséquences majeures
La catastrophe naturelle évoquée a eu des conséquences humaines et matérielles d'une ampleur exceptionnelle. Elle a provoqué la mort de plus de 227 000 personnes, et a jeté dans la précarité environ 1,7 million d’individus, désormais privés de toit. Ce drame a profondément marqué les pays riverains de l’océan Indien, tant sur le plan humanitaire qu’économique.
L'énergie totale délivrée par un séisme de magnitude 9.0 est équivalente à celle de 500 mégatonnes de TNT, ou de l'ordre de l'exajoule. La libération d'énergie, extrêmement rapide et localisée, a été absorbée par des déformations anélastiques de la Terre. Il y a eu, semble-t-il, un infime impact sur la position des pôles géographiques — phénomène rare observé la dernière fois en 1964 lors d'un séisme en Alaska. Richard Gross, géophysicien de la NASA au Jet Propulsion Laboratory de Californie, a indiqué que la durée des journées pourrait avoir diminué de trois microsecondes. Ceci viendrait d'un déplacement de masse vers le centre de la Terre. Cette nouvelle a été largement médiatisée. Cependant, les mesures sur la rotation de la Terre n'ont rien détecté. D'autre part, du point de vue géographique, ce séisme a entraîné des conséquences importantes : les cartes de la région étaient désormais toutes à revoir, car les premières mesures montrèrent des changements importants, se traduisant par des déplacements d'éléments du relief (côtes, collines…). Selon la plupart des modèles sismiques, les déplacements sur la faille en profondeur ont été de 10 à 20 m vers le sud-ouest, impliquant des mouvements peut-être du même ordre des côtes de Sumatra et de certaines îles. À ces déplacements horizontaux se rajoutèrent des mouvements verticaux (soulèvement ou effondrement) de plusieurs mètres. Des mesures GPS devaient être réalisées sur place, pour déterminer l'ampleur des modifications.
Cette catastrophe a poussé plusieurs pays à collaborer pour généraliser le dispositif de détection des tsunamis. Celui-ci consiste en un instrument ancré au fond de la mer et qui mesure les changements de pression causés par le passage d'un tsunami. Ce tsunamètre envoie un signal à une bouée, en surface, laquelle relaie les données vers un satellite, qui diffuse l'information à des centres d'alerte dans le monde entier. En 2004, seuls six de ces détecteurs avaient été déployés, tous dans le Pacifique et aucun dans l'océan Indien.
Par ailleurs, de nombreux pays de la région ne disposaient pas de centre d'alerte national susceptible d'avertir les populations à temps. Erreur tragique : si à Sumatra, les habitants n'ont eu que quelques minutes pour fuir, le raz de marée a mis deux heures pour atteindre l'Inde, où au moins 16 000 personnes ont péri. « Ces gens n'auraient jamais dû mourir, estime Paramesh Banergee, géophysicien à l'université de technologie de Nanyang, à Singapour. Techniquement, il aurait été assez aisé d'installer un système d'alerte aux tsunamis pour l'océan Indien. » Désormais, 53 bouées détectrices sont en service dans tous les océans, dont 6 dans l'océan Indien (sur les 27 prévues).

## Tsunami

Animation du tsunami (source : NOAA).

Le tremblement de terre a engendré un tsunami qui s'est propagé concentriquement, depuis l'épicentre (à la verticale de l'hypocentre sous-marin), vers les côtes des pays de l'océan Indien et jusqu'en Afrique. Ce tsunami, constitué de plusieurs séries de vagues de très grande longueur d'onde, a été le plus meurtrier de ceux jamais relatés. Le dernier tsunami dans cette région du monde a été provoqué par l'éruption du Krakatoa en 1883. La ligne de la faille océanique où s'est produit le séisme est longue de 1 200 kilomètres et orientée nord-sud. De ce fait, la plus grande partie de l'énergie du tsunami s'est répartie dans les directions opposées est-ouest. Le Bangladesh, à l'extrémité nord de la baie du Bengale, n'a été que très peu affecté, du fait de sa position géographique. À l'inverse, l'île de Sumatra a été frappée de plein fouet par les vagues géantes. Des pays très éloignés, comme la Somalie (à un peu moins de 5 000 kilomètres du séisme, en Afrique), ont été sévèrement touchés. Le Sri Lanka a créé une barrière protectrice pour une petite partie des plages du sud de l'Inde ; toutefois, sur des distances plus longues, les vagues se sont diffractées autour des obstacles puis rejointes, comme un courant d'air autour d'un cylindre. Le bilan catastrophique peut s'expliquer en partie pour deux raisons. D'une part, la population et les autorités locales, n'ayant jamais été préparées à une telle éventualité, ont été prises par surprise — plusieurs personnes rescapées ont rapporté avoir d'abord été à la rencontre de la vague, « par curiosité », en constatant le retrait spectaculaire de la mer, qui annonce l'arrivée imminente de la première vague géante du tsunami. D'autre part, il n'existait pas de dispositif de surveillance des tsunamis dans l'océan Indien.
Bien que l'alerte ait été donnée dans quelques régions de l'Inde par les télévisions locales, l'information est majoritairement très mal passée, et semble même avoir été souvent bloquée par crainte du désordre public.

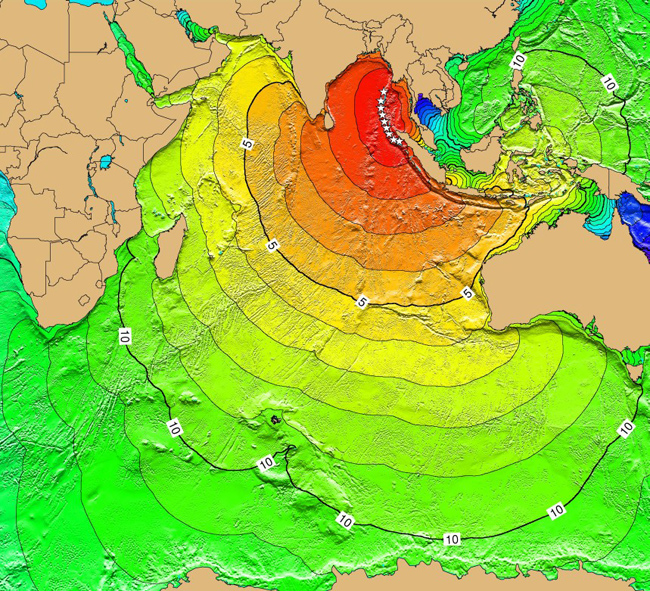
Propagation des ondes du tsunami de 2004.
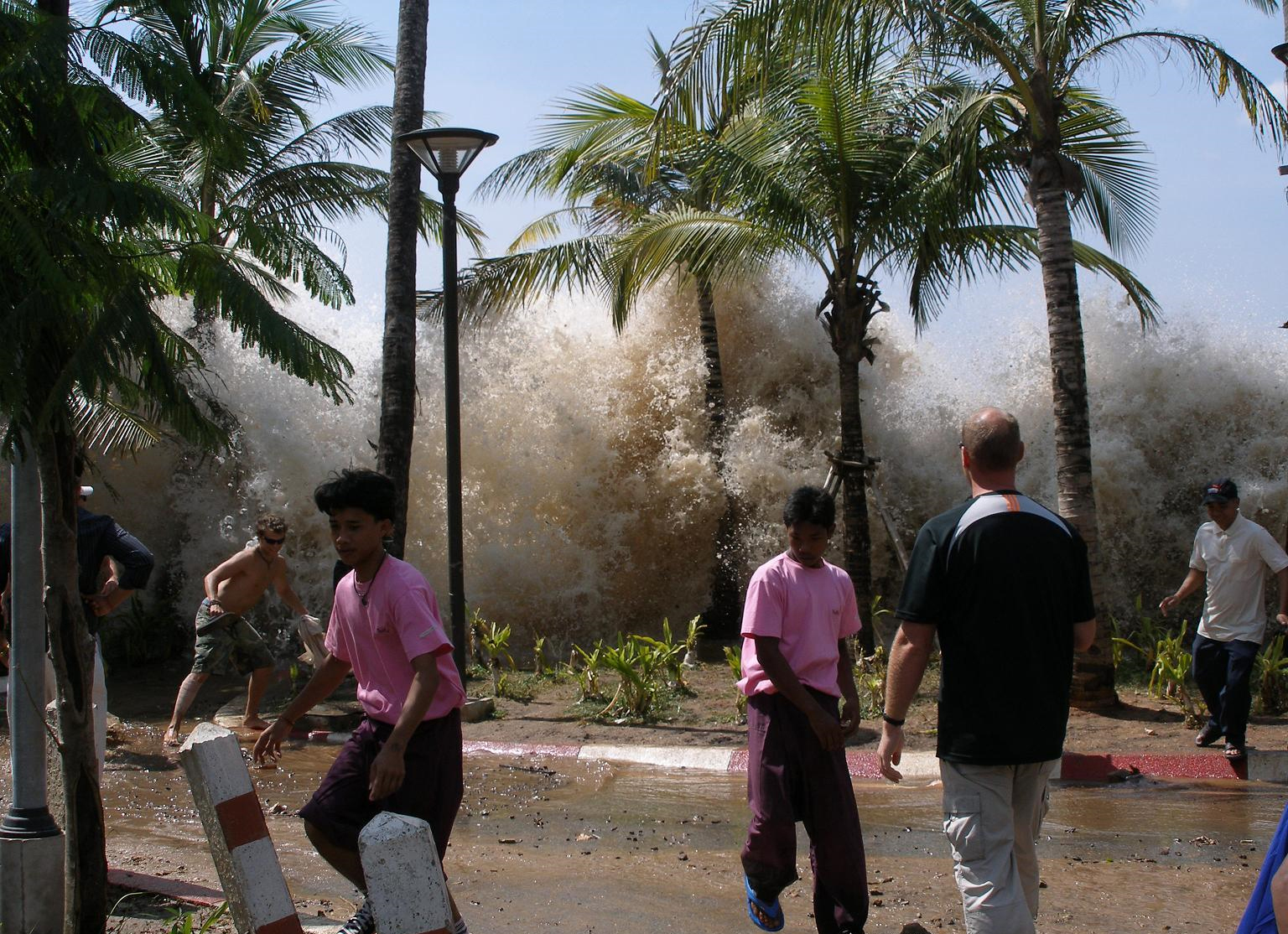
Arrivée du tsunami à Ao Nang, en Thaïlande.
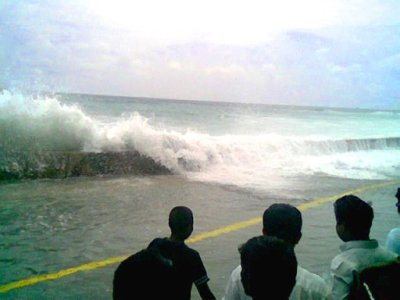
Le tsunami de 2004 aux Maldives.
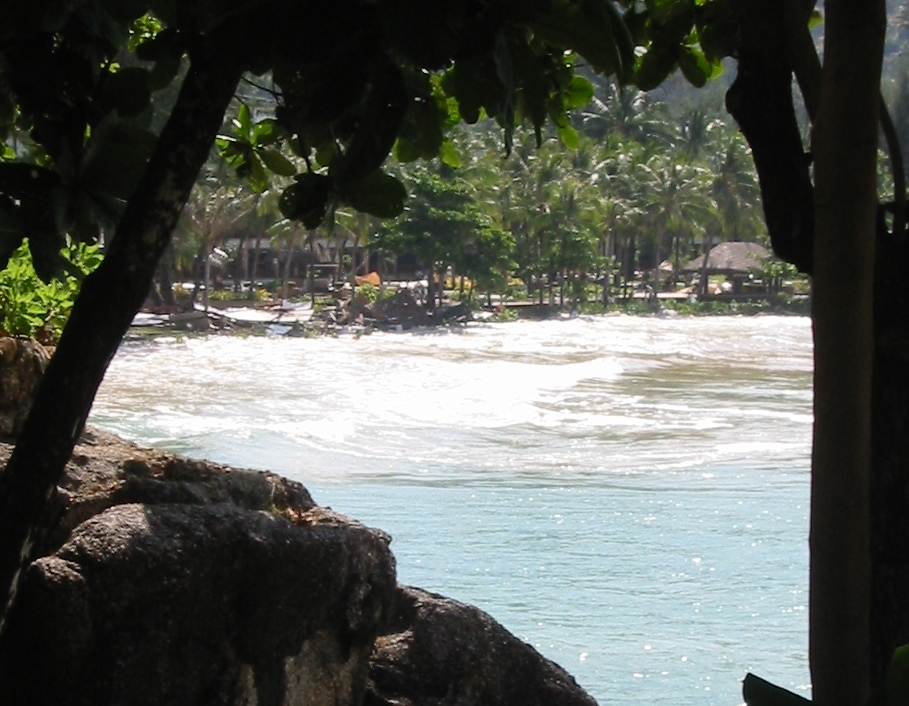
Troisième vague du tsunami, sur une plage de Kata Noi, Phuket, Thaïlande.
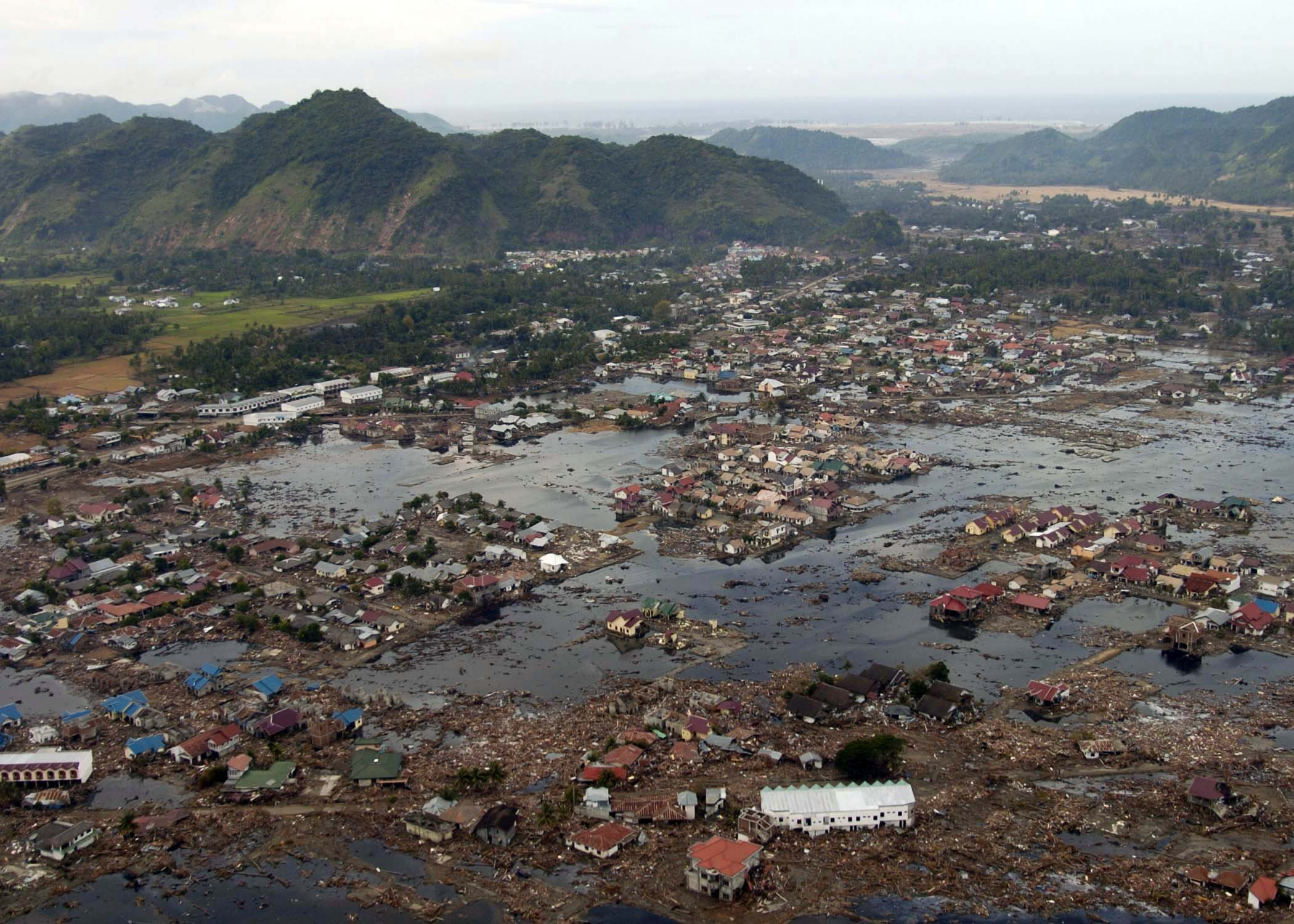
Un village détruit par le tsunami en Indonésie.

### Chronologie

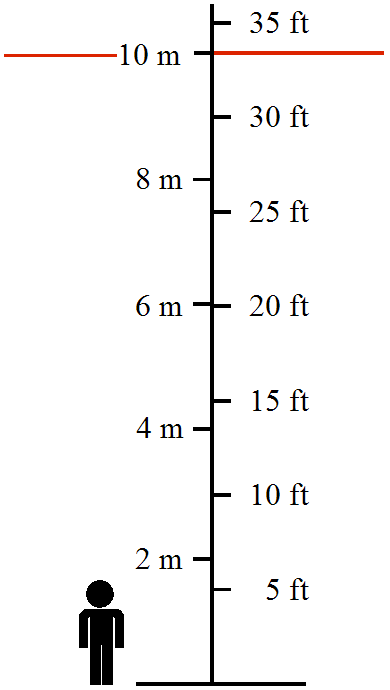
Taille du tsunami comparée à celle d'un homme.

- 0 h 58 TU (7 h 58 heure locale) en Indonésie, le Bureau de géophysique de Jakarta détecte un séisme d'une magnitude estimée alors à 6,4 sur l'échelle ouverte de Richter sur le nord de l'île indonésienne de Sumatra. L'épicentre est localisé dans l'océan Indien, à 250 kilomètres au sud-ouest de Sumatra.
- 1 h 6 TU, le Centre d'alerte des tsunamis dans le Pacifique (PTWC) à Hawaï détecte les premiers signaux.
- 1 h 14 TU, le PTWC publie un bulletin dans lequel il fait état d'une secousse au large de Sumatra et affirme qu'il n'y aucun risque pour la région du Pacifique[20].
- 1 h 38 TU (8 h 38 heure locale), une première vague déferlante de 25 à 30 mètres (tsunami) s'abat sur les côtes de la province indonésienne d'Aceh (Atjeh) dans laquelle se déroule une guérilla séparatiste depuis trente ans. Au même moment, la vague touche les îles Nicobar. C'est cette zone qui est la plus dévastée par le raz-de-marée, car proche de l'épicentre. Publication quelques minutes plus tard du bulletin faisant référence à un risque probable pour l'océan Indien.
- 1 h 58 TU, le tsunami ravage les îles situées dans la mer d'Andaman et dans le golfe du Bengale, les côtes du sud de la Malaisie et du sud de Sumatra.
- Vers 2 h 43 TU, les côtes de la Thaïlande, de la Birmanie et du Sri Lanka (l'ancienne Ceylan) sont à leur tour frappées.
  - En Thaïlande, les plages touristiques du Sud, comme Phuket, Khao Lak (11 h 5 heure locale) ou Phi Phi, sont atteintes par les murs d'eau. La pointe méridionale de la Birmanie, frontalière de la Thaïlande, est touchée juste après. Les secousses du séisme sont ressenties dans le sud du Bangladesh. Dans ce pays, les autorités n'ont alors recensé que deux victimes.
  - En Inde, les raz-de-marée ont eu lieu au matin, notamment dans l'État méridional du Tamil Nadu (côte est). Les digues construites jadis par les Français à Pondichéry protègent cette ville avec une efficacité surprenante, alors que les alentours ont été dévastés.
  - Premier bilan, les raz-de-marée ont touché plus de 800 kilomètres de côtes, depuis le nord-est jusqu'au sud et ont détruit les zones (mal) construites.
- Vers 3 h 28 TU, la vague géante déferle sur les côtes du nord de l'Inde et sur celles du Bangladesh, au fond du golfe du Bengale. Singapour est touchée, des secousses y sont ressenties. La Malaisie est protégée par Sumatra.
- Vers 4 heures TU : les Maldives sont touchées à leur tour. La capitale Malé est inondée et les 1 192 îlots que compte l'archipel sont dévastés.
- Vers 4 h 21 TU : un nouveau séisme de magnitude 5,7 est enregistré au sud de l'archipel indonésien.
- Vers 9 heures TU, l'île Rodrigues, puis l'île Maurice, La Réunion et les Seychelles sont à leur tour touchées. Ces îles ont été atteintes par des vagues qui ont fait des dégâts, mais aucune victime.
- Vers 12 h TU[21], le tsunami parvient sur les côtes africaines de la Somalie et de la Tanzanie ; les dégâts sont de moindre importance que sur les côtes asiatiques. On recense néanmoins 288 victimes.

## Pays touchés

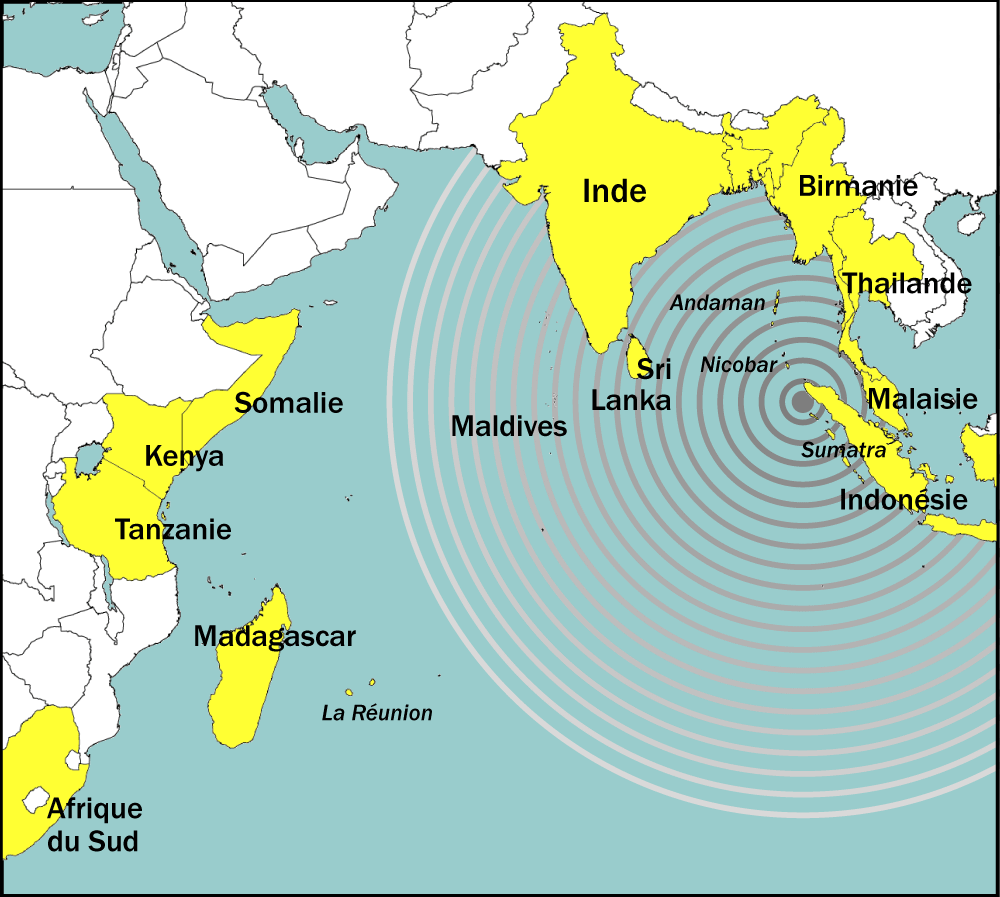
Pays ou territoires touchés par le tremblement de terre du 26 décembre 2004.

Les tsunamis provoqués par le séisme sous-marin ont touché l'Asie du Sud dans les heures qui ont suivi le séisme, plusieurs vagues de 3 à 15 mètres de hauteur ont déferlé suivant les endroits, emportant les personnes qui n'étaient pas du tout prévenues du danger. Les vagues ont aussi atteint l'Afrique de l'Est, où notamment une centaine de pêcheurs somaliens sont morts.

### Indonésie

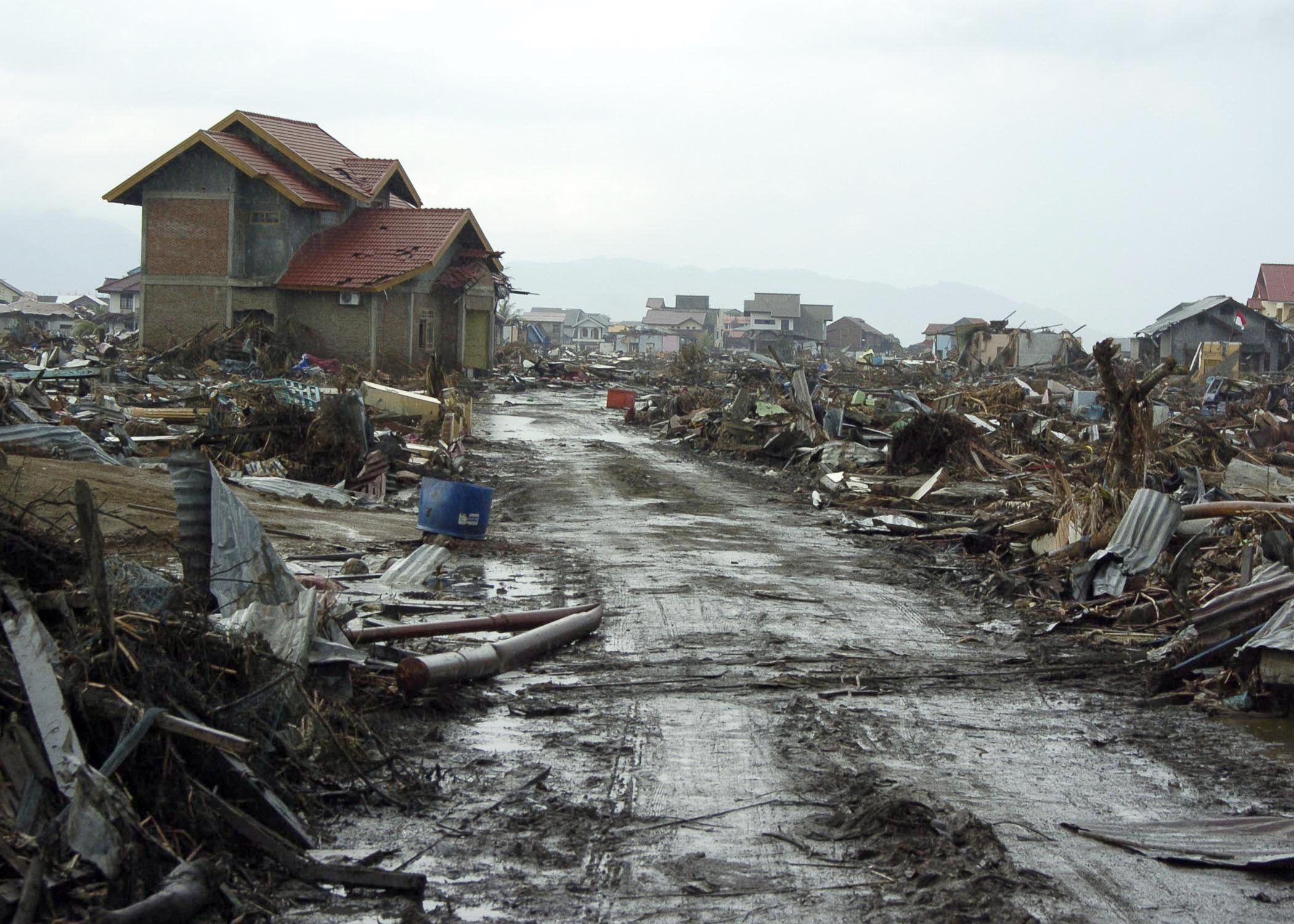
Une zone dévastée de l'île de Sumatra.

Le ministre de la Santé indonésien a confirmé l'estimation temporaire de 166 320 morts (le 19 janvier 2005). 9 000 personnes seraient mortes dans la capitale de province Banda Aceh, sur l'île de Sumatra, et les villes alentour, où les immeubles détruits par le séisme initial se comptent par douzaines. Ce chiffre n'inclut pas les victimes de la côte ouest de Sumatra. Un premier rapport officiel a estimé à 10 000 le nombre de morts pour la seule ville de Meulaboh (Nanggroe Aceh Darussalam), à 160 kilomètres au nord, a réévalué le chiffre à 40 000, soit un tiers de la population de la ville. Le nord de Sumatra a été particulièrement touché, car le séisme y avait déjà fait des dégâts importants. Des centaines de milliers de personnes y sont sans abri.
Les informations sur la myriade de petites îles à l'ouest des côtes de Sumatra sont pour le moment très maigres. Ces îles sont parmi les régions les plus pauvres d'Indonésie, avec Simeulue et Nias. Sur l'île de Nias uniquement, 122 victimes au moins sont à déplorer (source : Media Indonesia Online via le ministère de la Santé) ; il s'agit en fait de 600 morts ou plus, voire 1 000 selon certaines informations. La confirmation ne pourra se faire que lorsque les communications auront été rétablies : les lignes téléphoniques sont toutes coupées, la radio ne fonctionne plus (source : KCM, mises à jour sur The Jakarta Post). Les derniers rapports ont établi que les îlots au large de l'île de Nias, dans la région du Sirombu, ont été relativement épargnés. Cependant, l'accès à ces îles reste très difficile.

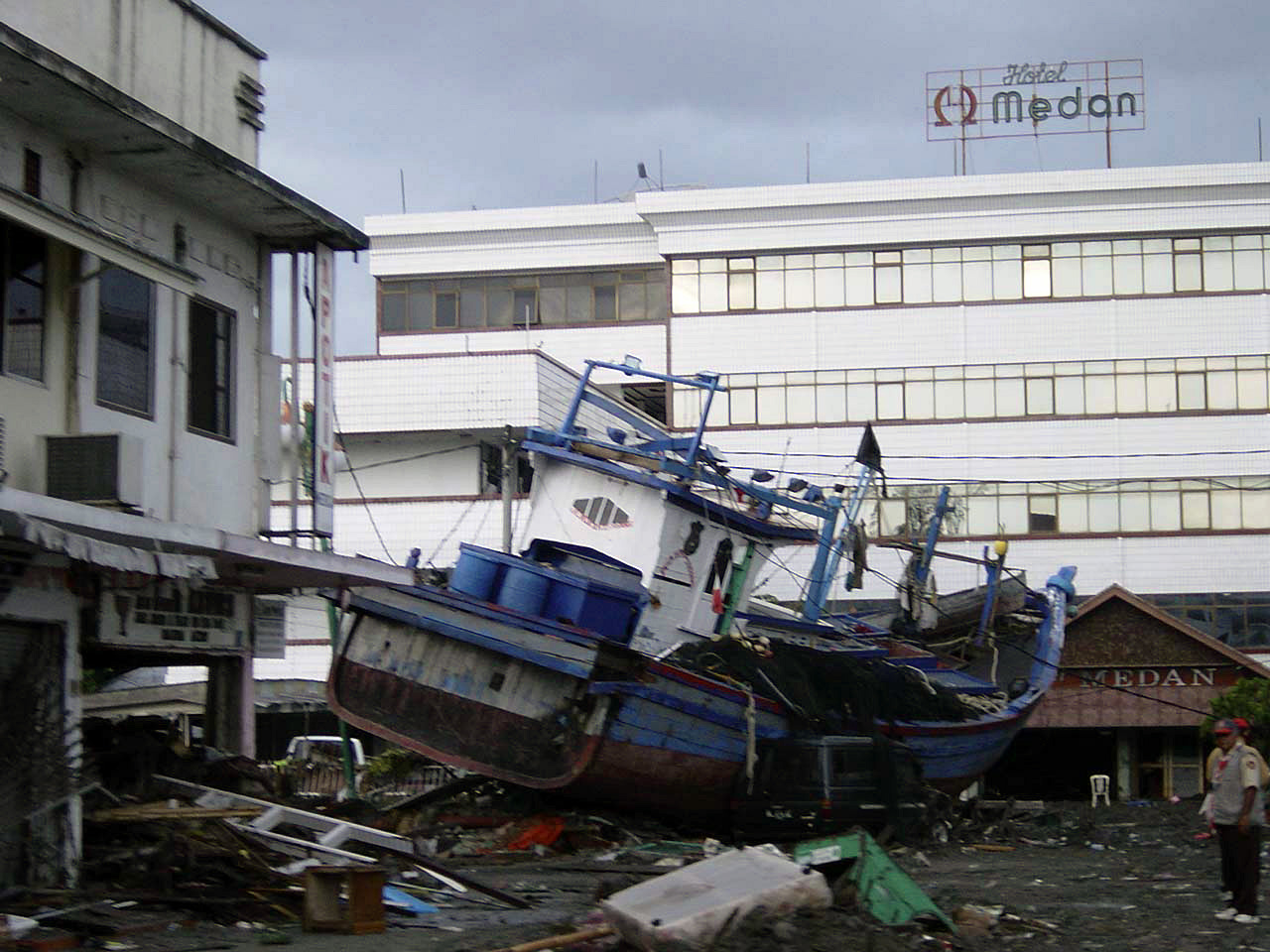
Embarcation dans une rue de Banda Aceh.

La plus grande partie des dégâts résulte des différents tsunamis ayant frappé les régions côtières d'Aceh et du nord de Sumatra. Des vagues de dix mètres de haut ont submergé l'île, allant jusqu'au détroit de Malacca et touchant les côtes les plus au nord vers Bireun. La côte ouest de Sumatra se situe à seulement 100 kilomètres de l'épicentre du séisme initial, c'est donc la première à avoir été touchée et certainement le plus violemment. Au moins cinq villages ont été complètement rasés ; le survol de la région a montré que des milliers de maisons restent sous les eaux. Dans les villes de la province d'Aceh, des personnes ont survécu aux premières heures de l'après catastrophe en se nourrissant de noix de coco et en restant perchées sur les toits des constructions encore debout. Le nombre très important de cadavres représente un défi humanitaire et sanitaire, pour l'identification et l'enterrement rapide des morts. Un des besoins les plus urgents est l'acheminement de sacs en plastique pour envelopper les corps.
Au vu des nombreux dégâts, des problèmes juridiques et de propriétés voient le jour. De nombreux titres de propriété foncière ont disparu ou ont été endommagés dans la catastrophe. Avec la mort d'un grand nombre de propriétaires légaux, alors que seuls subsistaient, par exemple, des héritiers éloignés vivant dans un village de montagne, il est difficile de statuer sur la possession de la terre.
Les conséquences de telles catastrophes s'inscrivent à la fois sur le court et moyen termes (réorganisation du marché du travail autour des travaux de déblaiement, de tri des déchets et de reconstruction, destruction des structures sanitaires entraînant un risque d'épidémies et de contamination des nappes phréatiques) et sur le long terme (destruction des liens et structures).

### Sri Lanka

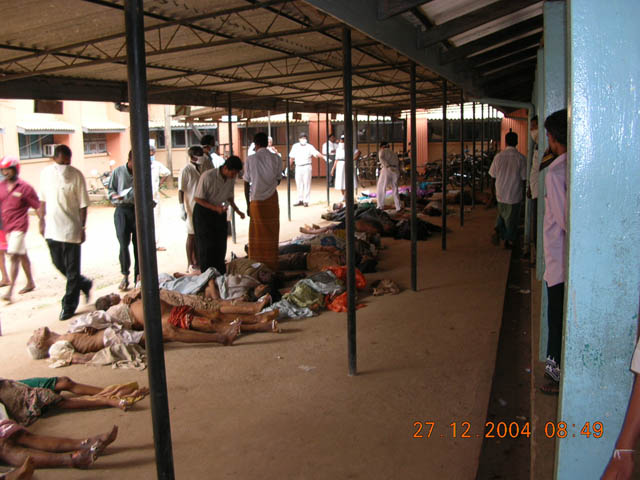
Victimes à Matara, sur la côte sud.

Le Sri Lanka possède un littoral long de près de 1 340 kilomètres. Alors que la densité globale de la population est de 288 habitants par kilomètre carré, celle de la zone côtière s’élève à plus de 310 habitants par kilomètre carré.
Lors du tsunami, la vague met 2 h 17 pour atteindre l’île. Elle enrobe l'île pour remonter sur la côte ouest, pourtant protégée en théorie par le reste de l’île et dévaste près de 800 kilomètres du littoral sri-lankais. Lorsque la vague se retire, la zone inondée s'étend sur plus d’un kilomètre à l'intérieur des terres. La puissance du courant combinée au relief plat des terres, permet également à l’eau de pénétrer profondément dans l’île. En plus de dévaster les villages de la côte ainsi que les installations touristiques massées au bord de mer, les courants dévastent les villages traversés ou à proximité de cours d’eau.
Le tsunami provoque aussi le pire accident ferroviaire de l'histoire du Sri Lanka.
Cinq ans plus tard, bien qu’une grande partie des sinistrés aient reçu une aide pour se reloger, beaucoup de sans-abri campent encore dans des camps de réfugiés.
Le bilan total est de 31 229 morts et 4 093 disparus selon l'agence gouvernementale Srilankaise chargée des problèmes liés au tsunami.

### Thaïlande

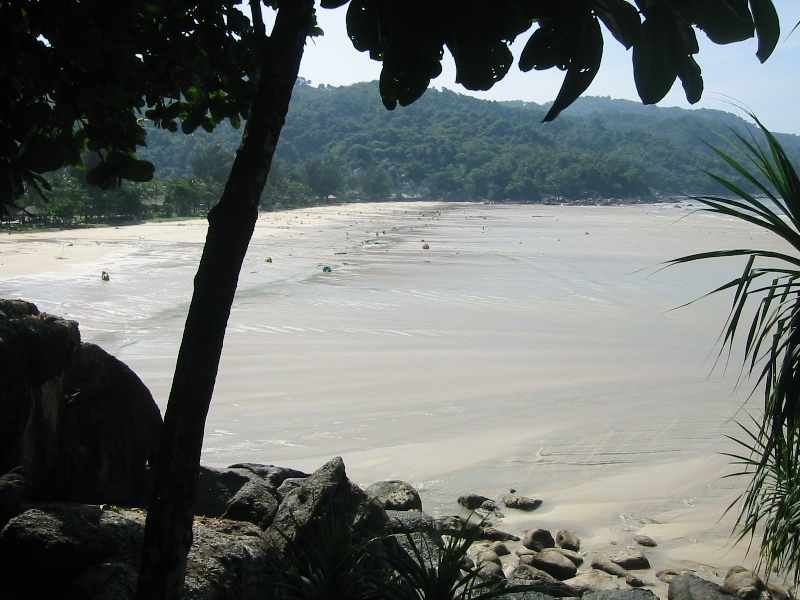
Récession maximale des eaux du tsunami sur la plage de Kata Noi, Phuket, en Thaïlande, avant la 3e et plus forte des vagues.

La Thaïlande est un pays composé de 77 provinces regroupées en 5 régions géographiques : Nord, Isan, Plaine centrale, Est et Sud. Cette dernière est composée de 13 provinces dont 6 furent les plus touchées par le tsunami, à savoir : Phuket, Krabi, Phang Nga (la plus touchée), Ranong, Trang et Satun.
Lorsque le tsunami frappe les côtes de la Thaïlande, en décembre 2004, les dégâts sont colossaux, que ce soit au niveau matériel ou humain. Près de 400 villages sont rayés de la carte, plus de 3 000 maisons démolies et 2 000 endommagées. On compte 5 395 morts, 2 845 disparus et 8 457 blessés, 2,198 milliards de dollars de dégâts, ce qui ne représente que 1,4 % du PIB du pays mais 50 % du PIB de la région touchée. Les impacts du tsunami en Thaïlande ne sont pas totalement les mêmes que dans les autres pays touchés, on trouve beaucoup de similitudes mais quelques différences sont à soulever. La première grande différence se situe au niveau des victimes.
Les zones touchées par la vague sont des zones très touristiques comptant donc de nombreux ressortissants étrangers. Le pourcentage de victimes étrangères sur le nombre total de victimes s’élève à 7-10 %. Ces touristes n’ayant pas leur famille sur place pour les identifier, un grand nombre de personnes n’ont pas pu être reconnues : en 2019, on ignore encore l'identité de centaines de victimes,,,.
Une autre spécificité thaïlandaise est l’intervention du gouvernement. À cause du manque de moyens de prévention, il ne put presque rien mettre en action avant que la vague ne touche la côte. Après le séisme, le gouvernement a mis en place des politiques de reconstruction et de prévention (zones tampons, etc.). Des exonérations d’impôts ainsi que des réadaptations professionnelles ont également été mises en place afin d’aider les personnes se retrouvant sans emploi. Un des points faibles du gouvernement fut son manque de visibilité quant aux déplacements de masse de la population fuyant les zones côtières. Il y eut un important manque de coordination, entraînant des erreurs et des retards. Ceci fut accentué par le fait qu’il y avait des concurrences organisationnelles au lieu d’une cohésion au sein du gouvernement. Les multinationales ont également joué un rôle dans tout cela en influençant les politiques internes afin de pouvoir étendre leurs projets[réf. nécessaire].
Le tsunami a également un impact important sur l’économie du pays. Beaucoup d’emplois sont perdus, entraînant une baisse de la production ainsi que du PIB car les zones les plus touchées sont celles des activités productrices. Les reconstructions coûtent très cher, entraînant une hausse des prix des matières premières. La pêche est l'un des secteurs les plus touchés. Bon nombre de bateaux sont détruits et le nombre de victimes parmi les pêcheurs est élevé car ils travaillaient à proximité des côtes. Nombre d’entre eux voient leurs habitations détruites, perdant par la même occasion leurs papiers et titres. Sans ceux-ci, ils sont considérés comme squatteurs car n'ayant plus rien pour prouver que les terres endommagées étaient les leurs. Cette situation fut exploitée par le gouvernement thaïlandais, par les grandes entreprises privées et par les multinationales qui en profitèrent pour venir occuper les terrains qu’elles convoitaient depuis longtemps à proximité de l’océan[réf. nécessaire]. Le deuxième secteur le plus touché est celui du tourisme. On constate de nombreux dégâts dans les hôtels, diminuant le nombre de chambres disponibles. La médiatisation du tsunami entraîne une baisse des réservations pour la Thaïlande pendant un certain temps et donc une légère diminution du nombre de touristes : 150 000 touristes en moins sur un total de 12 millions, ce qui reste faible à l'échelle nationale. Cependant, à l’échelle locale, ces chiffres s’avèrent être beaucoup plus catastrophiques. Phuket, deuxième ville la plus touristique de Thaïlande selon le Routard, voit l’occupation de ses hôtels diminuer en flèche : 63 % d’occupation en 2004 pour seulement 27 % en 2005, soit une chute de 36 points. Il en va de même pour Phang Nga (baisse de 45 points) ou Krabi (baisse de 59 points).
Le troisième secteur le plus touché est celui de l’agriculture. Beaucoup de cultures sont endommagées par les eaux salées, et on constate une importante perte de surfaces exploitables et une diminution de la productivité. Beaucoup de matériaux sont également détruits, rendant la replantation encore plus difficile. L’eau salée répandue sur la terre a aussi d’autres impacts. Les ressources d’eau potable sont polluées, obligeant les habitants à puiser dans les nappes phréatiques. Celles-ci furent consommées au point d’en être presque asséchées. Le manque d’eau propre et potable a également des conséquences sur l’hygiène. De nombreux égouts sont bouchés par les boues, rendant les rues sales et difficile d’accès. Un certain nombre d’écosystèmes sont bouleversés par le tsunami. L’eau salée détruit beaucoup de végétation et le déplacement de la population interfère dans les habitudes de vie des animaux, les mettant parfois en conflit. Quant aux récifs coralliens bordant les côtes de la Thaïlande, seuls 13 % des 174 sites sont légèrement endommagés (soit 5 % des récifs thaïlandais), ne perturbant pas trop fortement cet écosystème qui ne mettra d'ailleurs pas plus de trois ans pour se régénérer.
Des plans de prêts à faible taux d’intérêt sont octroyés afin de permettre de relancer au plus vite les petites entreprises et ainsi relancer l’économie locale. La Thaïlande a pu également bénéficier d’une aide des ONG ainsi que de dons. Ces derniers ont été malheureusement souvent détournés, ne permettant pas à la population de bénéficier de cette aide financière ou ne recevant pas les vêtements, vivres envoyés.[réf. nécessaire]

### Inde

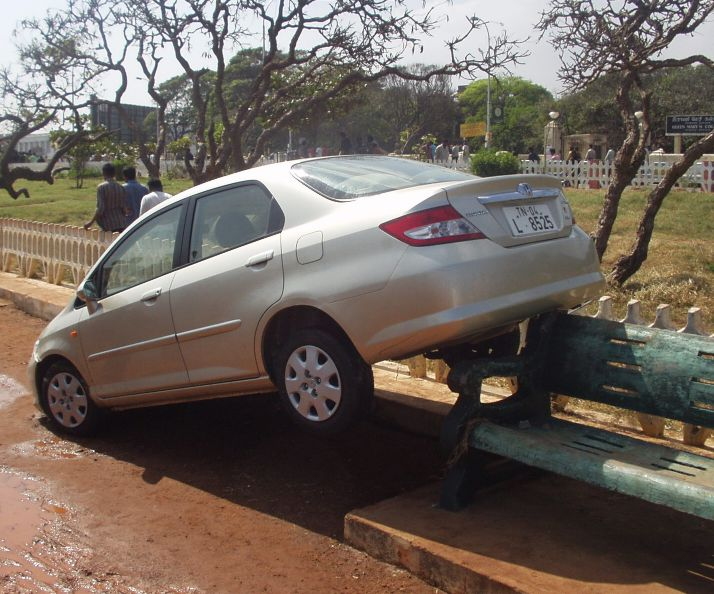
À Chennai (Madras, Inde) la force des vagues a déplacé les voitures.

Les îles Andaman-et-Nicobar, situées non loin de l'épicentre du premier séisme, sont les régions les plus touchées par la catastrophe en Inde. Le premier tsunami y a atteint les côtes sous la forme d'une vague de 15 mètres de haut, au sud des îles Nicobar. On estime à 7 000 le nombre de victimes pour ces deux seules îles et à peu près autant de disparus. Un cinquième de la population des îles Nicobar est donc touché par la catastrophe, que les personnes soient mortes, blessées ou portées disparues. L'île Chowra dans les Nicobar perd les deux tiers de sa population, soit 500 personnes. Les communications sont coupées avec l'archipel du Nan Kauri, où certaines îles sont entièrement submergées ; 18 000 personnes y sont portées disparues. La base de l'Armée de l'air indienne à Car Nicobar est elle aussi sévèrement touchée, ce qui entrave le déploiement des secours dans cette région. Sur le territoire continental de l'Inde, c'est toute la côte est qui est touchée par les raz-de-marée : on compte au moins 5 000 morts et des milliers de blessés et sans abris. Dans l'État du Tamil Nadu, le plus sévèrement touché, on compte au moins 3 200 victimes, dont 487 à Pondichéry. On en compte 89 dans l'État de l'Andhra Pradesh. Dans le Kerala, État du sud de la côte ouest, on dénombre 174 morts et des milliers de sans-abris. La plupart des victimes étaient des pêcheurs.
Dans le Tamil Nadu, ce sont surtout des femmes et des enfants qui sont victimes. Dans la ville de Nagapattinam, plus de 1 700 morts ; plus de 400 à Cuddalore, plus de 525 à Kânyâkumârî et plus de 200 à Chennai. Les hélicoptères de secours ne peuvent pas se poser sur place dans les heures qui suivent le passage des tsunamis, les environs de Nagapattinam et de Cuddalore étant encore entièrement submergés. De nombreux pèlerins sont tués dans la catastrophe, alors qu'ils prenaient un bain sacré dans l'océan. Environ 700 personnes se retrouvent piégées au mémorial de Vivekananda sur un îlot près de Kânyâkumârî, parmi lesquelles 650 purent être sauvées. À Chennai, le long de Marina Beach, la plupart des personnes se trouvant sur les plages, très fréquentées le dimanche matin, sont noyées. On dénombre déjà au moins 5 000 familles de pêcheurs disparues pour cette seule baie. L'eau s'infiltre également dans le complexe nucléaire de Kalpakkam, dont le fonctionnement est immédiatement stoppé. On ne rapporte aucun dommage ni fuite radioactive. L'armée indienne, la Marine et les garde-côtes sont mis à contribution pour commencer les opérations de sauvetage et les livraisons de nourriture aux victimes.

### Maldives
Située à 2 000 kilomètres de l’épicentre, l’archipel des Maldives est submergé par une première vague atteignant en moyenne 1,4 mètre de hauteur, enregistrée 3 heures après le séisme par trois marégraphes. Lorsqu'elle s'enfonce dans les terres, elle atteint jusqu’à 3 mètres de haut, ce qui est inférieur aux vagues qu’ont subi les autres pays mais supérieur à l’altitude maximale des Maldives de 1,8 mètre. Le bilan de la catastrophe est de 82 morts et 26 disparus (le 1er avril 2005), 4 000 bâtiments endommagés et 12 000 sans-abris. Lors de la catastrophe, 30 000 des 290 000 habitants doivent être évacués. Les pertes totales sont estimées à 62 % du PIB des Maldives. Deux caractéristiques fondamentales font que les Maldives ont fortement subi cette catastrophe. D’un point de vue de son environnement, le pays est vulnérable à ce genre de catastrophe car la surface des îles tout comme leur altimétrie est très faible, le territoire est fragmenté et ce sont des atolls isolés dans l’océan qui subissent donc les fortes vagues. L’autre problème du pays est son sous-développement, ou plutôt sa dépendance économique à trois secteurs (tourisme, agriculture et pêche), tous fortement touchés par la catastrophe. La catastrophe affecte donc le pays dans l’espace et le temps sur le matériel, l’économie et la population. Les évacuations sont complexes et mal organisées : il n’y a pas de plan d’évacuation à l’échelle nationale et un gros manque de soutien logistique. Les bâtiments administratifs détruits empêchent un retour à la normale rapide et une mise en place efficace de l’aide. L’évacuation des populations se fait sur des îles refuges improvisées mais sans logistique et avec une forte augmentation de la densité de population, où des problèmes d’hygiène apparaissent rapidement.
D’un point de vue environnemental, le tsunami fait aussi de nombreux dégâts. Le premier point est la contamination des sols et de l’eau. L’impact de l’eau salée sur les eaux souterraine est très fort car les nappes phréatiques ne se trouvent qu’à 1,5 ou 2 mètres de la surface. En plus des eaux salées, les déchets organiques provenant des fosses septiques contaminent aussi les eaux souterraines et les puits. Des dommages sont aussi constatés sur les systèmes d’égout et de distribution d’eau ainsi que sur les déchèteries et autres centres de traitement des déchets. Des réservoirs de carburant sont endommagés, ce qui relâche du pétrole et des déchets dans la nature. Un autre impact de l’eau sur l’environnement est l’érosion : la puissance de la vague érode les plages d’une hauteur de 0,25 à 0,5 m. Dans les terres, le flux-reflux de l’eau creuse des trous grands de 1 mètre sur 4, et des ravines incisées de 1 mètre sur 30 ; tous ces phénomènes pouvant aussi causer, à terme, des affaissements de terrain. D'un point de vue de la flore, l’impact du tsunami est assez important, les arbres côtiers ayant été arrachés par la vague et ceux à l’intérieur des terres étant morts à cause de l’eau salée. La salinisation des sols est un problème car elle diminue fortement la fertilité des sols, ce qui a un effet sur l’agriculture et un retour à la normale n’est prévu qu’après cinq ou six ans,. Mais la plus grande conséquence de la catastrophe est la destruction d’un modèle presque exclusivement axé sur le tourisme. Les Maldives présentent un développement considérable des activités liées au tourisme et dépendent fortement de ces activités. La preuve étant que, ayant tout intérêt à relancer l’économie le plus vite possible après la catastrophe, 74 des 84 îles-hôtel que compte l’archipel sont à nouveau opérationnelles dès la fin du mois de mars 2005.
Ces îles sont en autonomie totale : elles possèdent l’électricité, l’eau dessalée et épurée, leurs propres employés, mais sont dépendantes du ravitaillement et des touristes qui arrivent par bateaux. Mais si ce secteur est très avantageux pour l’économie du pays, il l’est moins pour la population car le tourisme n’est avantageux que pour 20 % des habitants. Enfin, notons dans les avantages que, d’un point de vue de la qualité de vie, du social et de la culture, l’État redistribue équitablement les bénéfices du tourisme par l’amélioration des conditions de vies (création d’écoles et d’hôpitaux et d’infrastructures). Mais les deux autres piliers de l’économie des Maldives, qui sont aussi les principaux revenus de sa population (agriculture et pêche), se sont trouvés très affectés et pour un plus long terme que le tourisme, ce qui rend les populations locales très vulnérables. Les habitants les plus touchés par cette catastrophe sont les jeunes (les moins de 25 ans représentent 62 % de la population) qui sont pauvres et vivent dans un pays non-démocratique qui respecte peu les droits de l’homme. Le président en place est élu depuis 1978 et a progressivement mis un pouvoir totalitaire en place, maintenu par les revenus du tourisme qui sont correctement redistribués à la population par la mise en place d’infrastructures de santé et d’éducation. Mais la population ne profite pas des revenus du tourisme, le revenu annuel étant de 2 350 dollars par habitant en 2005. La pauvreté alliée à une meilleure éducation permettent l’éveil des jeunes à partir des années 2000, ce qui entraîne un durcissement du régime en 2001. En 2005, le pouvoir en place accumule les entraves aux droits de l’homme : partis interdits, parlement contrôlé par l’arrestation des opposants, presse censurée, etc. Mais cette instabilité de l’État en place n’entrave pas la reconstruction du pays après le tsunami,.
Les infrastructures permettant de protéger les populations face à ce genre de catastrophe sont difficiles à mettre en place compte tenu de l'altitude des surfaces émergées. Seuls certains bâtiments solides ou construits sur pilotis ont résisté au tsunami. La conservation des mangroves et la replantation peuvent être des solutions efficaces sur les îles et celles-ci ont déjà prouvé lors de ce tsunami qu’elles étaient une très bonne barrière protectrice pour le littoral et la population qui y vit. La solution trouvée par l’État pour mieux organiser les évacuations à l’avenir, est la création d’ « îles refuges » équipées, surélevées, protégées par une dune, etc,.

### Malaisie
La Malaisie est protégée par Sumatra, l'île étant dans la ligne droite entre le pays et l'épicentre du séisme, à la verticale duquel le tsunami s'est formé. Les télévisions locales malaisiennes ont également donné l'alerte dans l'heure qui a suivi le séisme. 63 morts sont recensés : soit 49 (2 non identifiées) à Penang, 10 à Kedah, 3 à Perak et une à Selangor. Parmi les victimes de Penang se trouvent des personnes qui pique-niquaient et des enfants qui jouaient sur la plage ; aucun touriste étranger n'est décédé. Le 28 décembre à midi sont recensés 275 blessés et 4 000 sans-abri, principalement des familles établies le long des côtes de Penang, Kuala Muda à Kedah. Pour l'heure, les risques principaux sont liés à l'après catastrophe, du fait des eaux stagnantes et du manque de nourriture. Le choc du séisme initial avait été ressenti dans les tours Petronas. Le Premier ministre malaisien Abdullah Ahmad Badawi écourte ses vacances en Espagne pour rentrer au pays. Le gouvernement malaisien annonce que 1 000 MYR (194 euros environ) seraient attribués aux familles des victimes, tandis que 200 MYR (38,80 euros) seraient versés aux personnes ayant été blessées par le tsunami. Un dédommagement du même montant sera perçu par les personnes déplacées ; 2 000 MYR (388 euros environ) seront versés par maison endommagée, 5 000 MYR (970 euros environ) par maison détruite, et de 1 000 à 3 000 MYR pour les pêcheurs ayant vu leur bateau détruit dans la catastrophe.
Des effondrements côtiers se sont produits pendant les trois jours qui ont suivi le premier tremblement de terre ; phénomène peut-être annonciateur de nouvelles secousses.

### Autres pays
En bout de course, toujours dans l'océan Indien, le tsunami touche l'île de la Réunion, située à 7 000 km au sud-ouest de l'épicentre, le lendemain matin vers 10 h (heure de Paris) – soit environ huit heures après le tremblement de terre – où il a provoqué des dégâts excédant le million d'euros mais se limitant à la destruction d’embarcations de pêche ou de plaisance et à des dommages aux infrastructures portuaires.
Un homme qui se baignait à Malindi, au Kenya, se noie lorsque la vague atteint la côte d'Afrique de l'Est. Trois autres personnes sont portées disparues dans ce secteur[source insuffisante].
Bien que très éloigné, l'archipel Crozet est touché par ce tsunami. Sur l'île, la population humaine dépassant rarement plus de 20 personnes, on ne déplore donc aucune perte humaine. En revanche, la vague s'engouffre dans les manchotières, entraînant avec elle des centaines d'œufs et de jeunes manchots.
De nombreux pêcheurs sont portés disparus. Le tsunami fait resurgir sur les côtes somaliennes des fûts de déchets toxiques abandonnés dans la ZEE par des entreprises étrangères peu scrupuleuses. Dénoncés en sourdine par le PNUE en 1992, ces faits sont avérés par un rapport du PNUE de 2005.

## Bilan

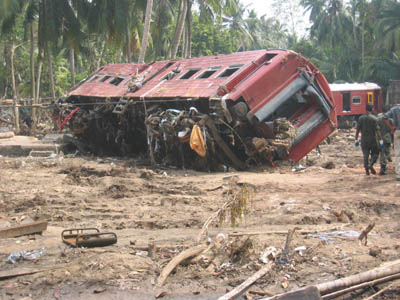
Train renversé au Sri Lanka.

Pour toute catastrophe d'envergure, le bilan des victimes est donné à titre indicatif, les chiffres étant des estimations globales certainement inexactes. Une distinction entre les pays directement touchés par la catastrophe a été établie, et les pays ayant perdu des ressortissants présents dans ces pays au moment du drame.
| Pays touchés   | Morts     | Morts    | Blessés  | Disparus | Déplacés      |
| Pays touchés   | Confirmés | Estimés1 | Blessés  | Disparus | Déplacés      |
| -------------- | --------- | -------- | -------- | -------- | ------------- |
| Indonésie      | 169 142   | 224 693  | —        | 37 063   | +500 000      |
| Sri Lanka2     | 54 322    |          | 21 411   |          | 516 150       |
| Inde           | 12 405    | 18 045   | —        | 5 640    | 647 599       |
| Thaïlande      | 5 3953    | 8 212    | 8 457    | 2 817    | 7 000         |
| Somalie        | 78        | 289      | —        | —        | 5 000         |
| Birmanie       | 61        | 400–600  | 45       | 200      | 3 200         |
| Maldives       | 82        | 108      | —        | 26       | +15 000       |
| Malaisie       | 68        | 75       | 299      | 6        | —             |
| Tanzanie       | 10        | 13       | —        | —        | —             |
| Seychelles     | 3         | 3        | 57       | —        | 200           |
| Bangladesh     | 2         | 2        | —        | —        | —             |
| Afrique du Sud | 24        | 2        | —        | —        | —             |
| Yémen          | 2         | 2        | —        | —        | —             |
| Kenya          | 1         | 1        | 2        | —        | —             |
| Madagascar     | —         | —        | —        | —        | +1 000        |
| Total          | ~224 693  | 290 312  | ~125 000 | ~45 752  | ~1,69 million |
|                |           |          |          |          |               |

Note : Ces valeurs restent approximatives.

1 Incluant les « confirmés ». S'il n'y a pas de différences entre les deux colonnes, le chiffre dans cette colonne est le même que celui de la colonne « confirmés ».

2 Inclut les 19 000 personnes disparus déclarés par les Tigres tamouls dans les régions qu'ils contrôlent.

3 Incluant au moins 2 464 étrangers.

4 N'inclut pas les Sud-Africains morts en dehors de l'Afrique du Sud.
De nombreux étrangers ont été tués, blessés ou ont disparu dans le séisme ou à la suite du raz-de-marée, en particulier de nombreux Européens. La Suède et l'Allemagne ont comptabilisé plus de 500 morts ou disparus ; la Finlande, le Royaume-Uni et la Suisse entre 100 et 200 ; la France, l'Autriche et la Norvège entre 80 et 100 ; nombreuses victimes originaires d'Italie, des États-Unis, du Danemark, du Japon, de Russie, des Pays-Bas, de Hong Kong, d' Ukraine, d'Australie, d'Afrique du Sud, de Corée du Sud, du Canada, de Singapour, de Pologne, de Belgique. Un an après la catastrophe, le 26 décembre 2005, de nombreuses cérémonies du souvenir se sont tenues dans les pays touchés et le chiffre global et définitif des victimes retenu est de 250 000 environ pour les médias, au moins 216 858 selon les gouvernements des pays côtiers de l'océan Indien et 223 492 pour les Nations unies.
Bilan par nationalité 
| Nationalité        | Morts (Officiel/Officieux) | Disparus (Officiel/Officieux) | Total (Officiel/Officieux) |
| ------------------ | -------------------------- | ----------------------------- | -------------------------- |
| Indonésie          | 131 028 / 220 000          | 37 063                        | 168 091 / 257 063          |
| Sri Lanka          | 31,229                     | 4 093                         | 54 355/38 940              |
| Inde               | 10 749                     | 5 640                         | 16 389                     |
| Thaïlande          | 5 395                      | 2 817                         | 8 212                      |
| Suède              | 543                        | 17                            | 560                        |
| France             | 542                        | 20                            | 562                        |
| Allemagne          | 539                        | 13                            | 552                        |
| Finlande           | 179                        | 0                             | 179                        |
| Somalie            | 176                        | 136                           | 312                        |
| Royaume-Uni        | 149                        | 1                             | 150                        |
| Suisse             | 106                        | 6                             | 112                        |
| Autriche           | 86                         | 0                             | 86                         |
| Norvège            | 84                         | 0                             | 84                         |
| Maldives           | 82                         | 26                            | 108                        |
| Malaisie           | 68                         | 5                             | 73                         |
| Myanmar            | 61/600                     | 200                           | 261/800                    |
| Italie             | 54                         | 0                             | 54                         |
| Danemark           | 45                         | 1                             | 46                         |
| Hong Kong          | 38                         | 2                             | 40                         |
| Ukraine            | 38                         | 0                             | 38                         |
| Japon              | 37                         | 7                             | 44                         |
| Pays-Bas           | 36                         | 5                             | 41                         |
| États-Unis         | 33                         | 18                            | 51                         |
| Australie          | 26/100                     | 0                             | 26/100                     |
| Afrique du Sud     | 17                         | 3                             | 20                         |
| Corée du Sud       | 17                         | 3                             | 20                         |
| Singapour          | 17                         | 2                             | 19                         |
| Canada             | 15                         | 5                             | 20                         |
| Belgique           | 11                         | 0                             | 11                         |
| Tanzanie           | 10                         | 0                             | 10                         |
| Russie             | 9                          | 35                            | 44                         |
| Malaisie           | 9                          | 15                            | 24                         |
| Philippines        | 8                          | 0                             | 8                          |
| République Tchèque | 7                          | 1                             | 8                          |
| Nouvelle-Zélande   | 7                          | 0                             | 7                          |
| Israël             | 6                          | 1                             | 7                          |
| Portugal           | 4                          | 4                             | 8                          |
| Irlande            | 4                          | 0                             | 4                          |
| Chine              | 3                          | 7                             | 10                         |
| Seychelles         | 3                          | 7                             | 10                         |
| Estonie            | 3                          | 0                             | 3                          |
| Taïwan             | 3                          | 0                             | 3                          |
| Mexique            | 2                          | 1                             | 3                          |
| Espagne            | 2                          | 0                             | 2                          |
| Yémen              | 2                          | 0                             | 2                          |
| Argentine          | 2                          | 0                             | 2                          |
| Brésil             | 2                          | 0                             | 2                          |
| Chili              | 2                          | 0                             | 2                          |
| Luxembourg         | 2                          | 0                             | 2                          |
| Pologne            | 1                          | 12                            | 13                         |
| Colombie           | 1                          | 0                             | 1                          |
| Croatie            | 1                          | 0                             | 1                          |
| Gabon              | 1                          | 0                             | 1                          |
| Malte              | 1                          | 0                             | 1                          |
| Turquie            | 1                          | 0                             | 1                          |
| Vietnam            | 1                          | 0                             | 1                          |
| Kenya              | 1                          | 0                             | 1                          |
| Grèce              | 0                          | 3                             | 3                          |

## Situation humanitaire
Compte tenu de l'ampleur des destructions, un grand effort d'aide humanitaire est à fournir — le plus important de l'histoire selon les Nations unies. Des épidémies sont redoutées dans ces difficiles conditions d'humidité et d'hygiène ; les destructions matérielles entravent l'arrivée des secours et l'accès à certaines régions sinistrées. De plus, certaines régions comme l'est du Sri Lanka sont sous contrôle rebelle, ce qui est facteur de désorganisation potentielle de l'aide étrangère.

### Risques épidémiques
Les priorités des agences gouvernementales et humanitaires sont l'identification et l'enterrement rapide des victimes, avant qu'elles ne deviennent un problème de santé majeur (développement du choléra, de la diphtérie, de la dysenterie…), ainsi que le déploiement de dispositifs d'assistance et de personnels médicaux pour aider les hôpitaux et les cliniques, établir des abris et fournir en vivres, protection et habits les populations touchées. La majorité des sources en eau potable ayant été souillées par la boue salée déposée par les tsunamis, ou contaminées par les corps des victimes, elles doivent être purifiées en urgence. Tout cela nécessite des équipements lourds et la mise en place de distribution d'eau potable en attendant un rétablissement des sources naturelles, ce qui n'interviendra pas avant plusieurs mois.
Le déplacement des populations et la promiscuité sont en outre deux facteurs à risque qui font craindre le développement d'épidémies à grande échelle. Il est donc primordial de s'assurer de la fourniture d'eau potable, de l'acheminement de nourriture et de la mise en place d'abris secs. Par la suite, il faudra également prendre garde aux modifications de l'écosystème : certains terrains se sont déplacés à la suite du séisme, de vastes étendues sont recouvertes d'eaux stagnantes, le tout constituant de nouveaux milieux favorables au développement de bactéries, de bacilles et de moustiques vecteurs de la dengue ou du paludisme. Finalement, aucune grave épidémie ne fut signalée.

### Autres conséquences
Une conséquence heureuse de ce drame a été la conclusion d'un accord de paix pour Aceh conclu en août 2005 entre le Mouvement pour un Aceh libre et le gouvernement indonésien.

## Réponse humanitaire

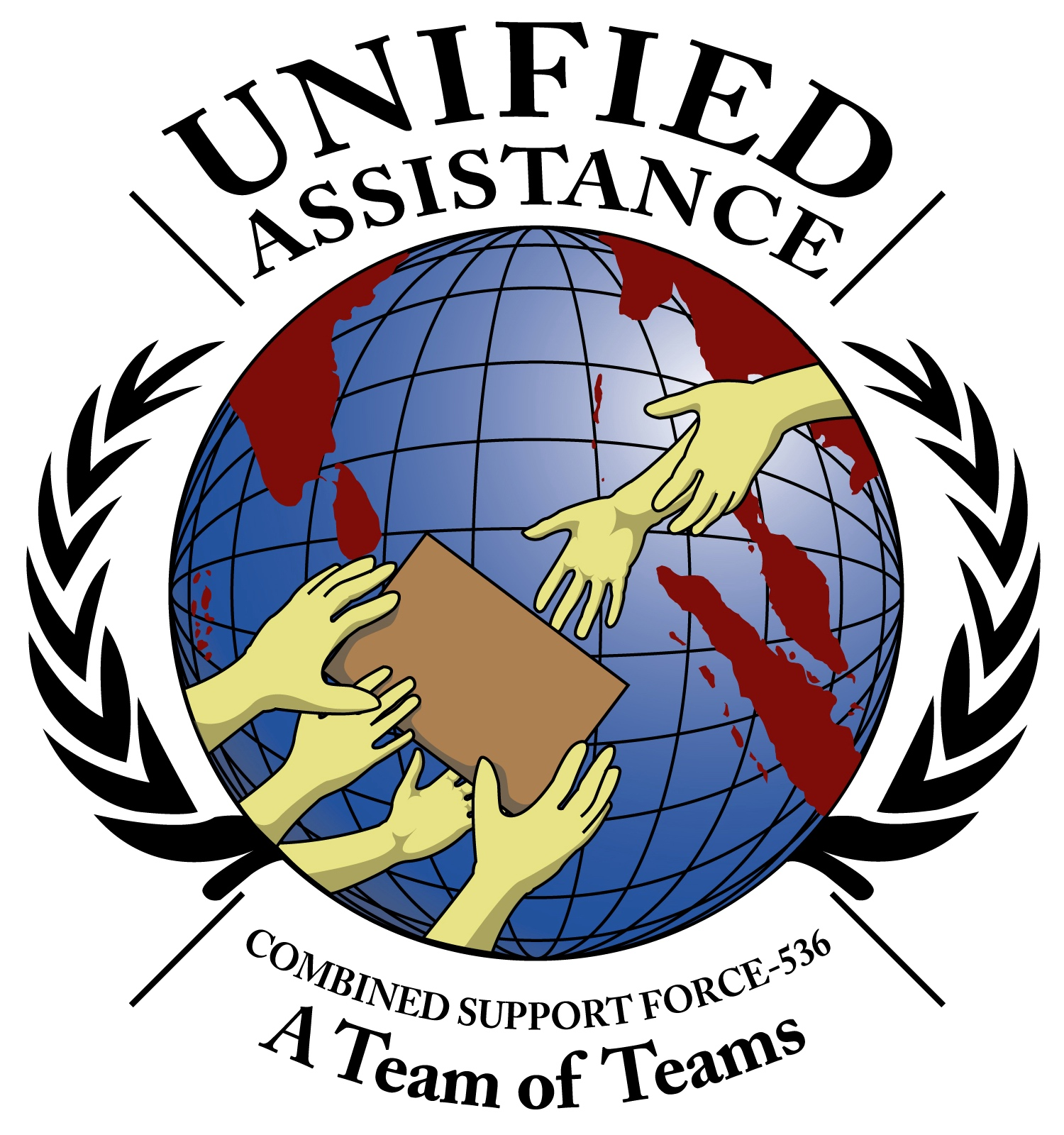
Logo de l'opération Unified Assistance sous supervision américaine d'aide aux victimes du désastre.

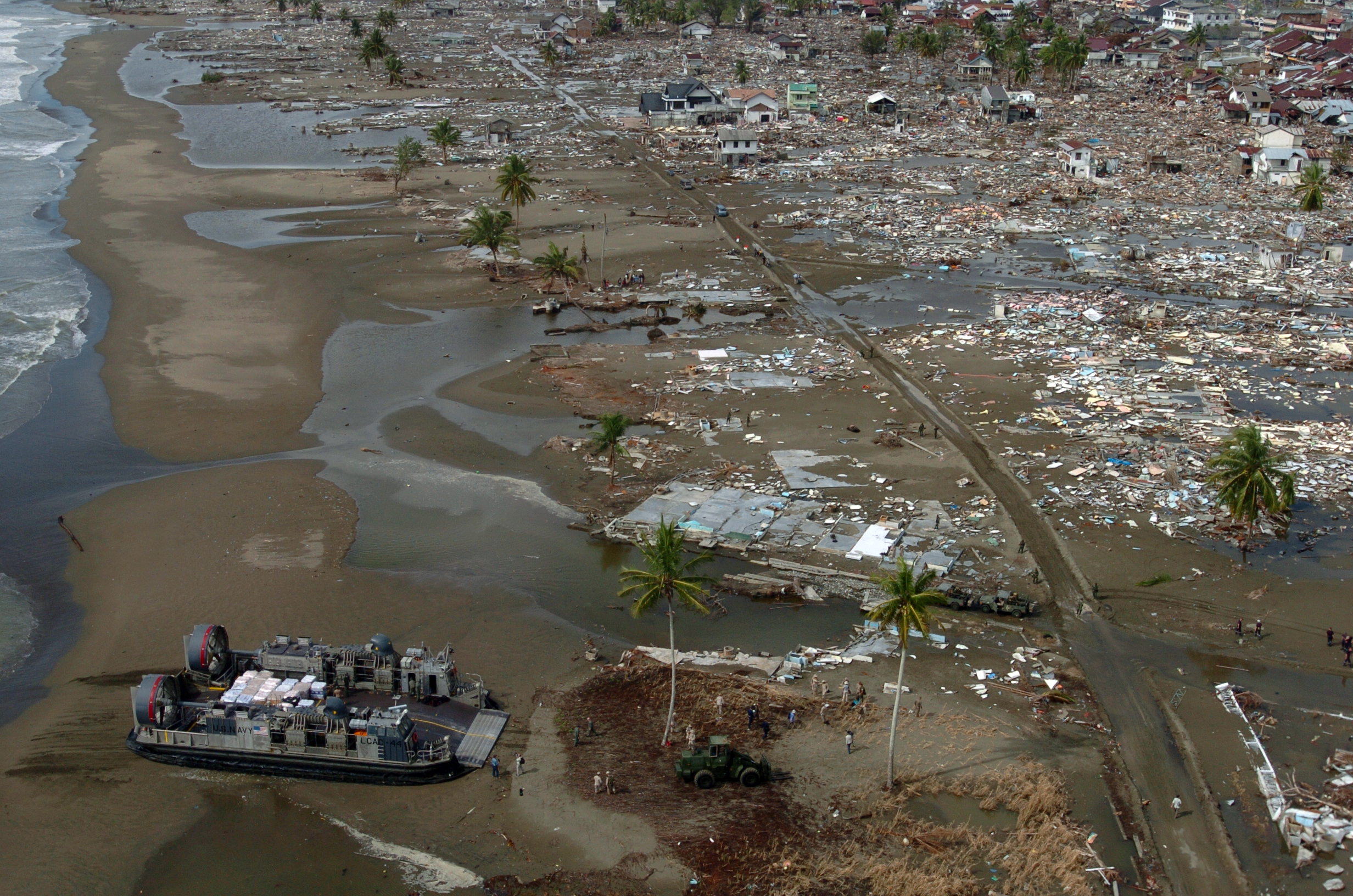
Aéroglisseur de l'US Navy apportant des secours dans la ville de Meulaboh sur l'île de Sumatra.

De nombreux dons ont rapidement émané des gouvernements, des organisations humanitaires et des particuliers de l'ensemble du globe, afin d'offrir une aide financière et matérielle. La Banque mondiale estime le coût de l'aide humanitaire à 5 milliards de dollars US. Les Nations unies ont critiqué les mauvais choix de mobilisation de fonds venant de l'Europe et des États-Unis, le sous-secrétaire général aux affaires humanitaires Jan Egeland qualifiant d'abord les pays occidentaux de « pingres », bien qu'il s'en soit par la suite défendu, en estimant que ses propos avaient été « mal interprétés ». À une conférence de presse ultérieure, Jan Egeland a précisé que son commentaire ne s'appliquait pas à un pays en particulier, et que la réponse avait été en fait « extraordinairement positive ». Jan Egeland parlait en fait de l'aide publique au développement (APD), point noir de la générosité des pays développés.
Quoi qu'il en soit, le grand nombre de pays touchés par la catastrophe, directement ou indirectement, fait de la coordination de l'aide humanitaire un point crucial de la gestion de la crise. L'assistance humanitaire est un véritable défi, compte tenu du nombre de pays et de personnes impliquées, ainsi que des conditions de vie locales (politiques et sociales). La plupart des gouvernements et organisations non-gouvernementales se sont regroupés sous l'égide des Nations unies pour mettre en place des dispositifs de secours centralisés.
Le portail humanitaire du collectif ASAH a ouvert un dossier spécifique pour faciliter la coordination et la collaboration entre ONG francophones. La gravité de ce désastre a déclenché une opération militaire d’aide humanitaire sans précédent, avec un volume global que l’on peut estimer en mi-janvier 2007 à environ à 80 000 hommes, 100 navires, 180 hélicoptères et 80 avions de transport, sans compter un pont aérien qui a impliqué près de 75 avions de transport supplémentaires (premier contributeur : les forces armées des États-Unis avec 16 500 hommes).
| Pays                                                           | Aide publique (millions $) | Aide privée (millions $) | Total (millions $) |
| -------------------------------------------------------------- | -------------------------- | ------------------------ | ------------------ |
| Allemagne                                                      | 521                        | 652                      | 1 170              |
| Australie                                                      | 760                        | 118                      | 878                |
| États-Unis                                                     | 350                        | 350                      | 700                |
| Union européenne                                               | 617                        |                          | 617                |
| France                                                         | 456                        | 136                      | 592                |
| Japon                                                          | 500                        |                          | 500                |
| Canada                                                         | 348,5                      | 123                      | 471,5              |
| Pays-Bas                                                       | 305                        | 159                      | 464                |
| Royaume-Uni                                                    | 141                        | 183                      | 324                |
| Norvège                                                        | 175                        | 68                       | 243                |
| Italie                                                         | 141                        | 56                       | 197                |
| Suède                                                          | 94,5                       | 77                       | 171,5              |
| Espagne                                                        | 78                         | 87                       | 165                |
| Thaïlande                                                      | 134                        |                          | 134                |
| Arabie saoudite                                                | 30                         | 82                       | 112                |
| Koweït                                                         | 100                        | 8                        | 108                |
| Algérie                                                        | 40                         | 40                       | 80                 |
| Belgique                                                       | 25                         | 25                       | 50                 |
| Tableau des dons selon une source de l'ONU à fin janvier 2005. |                            |                          |                    |

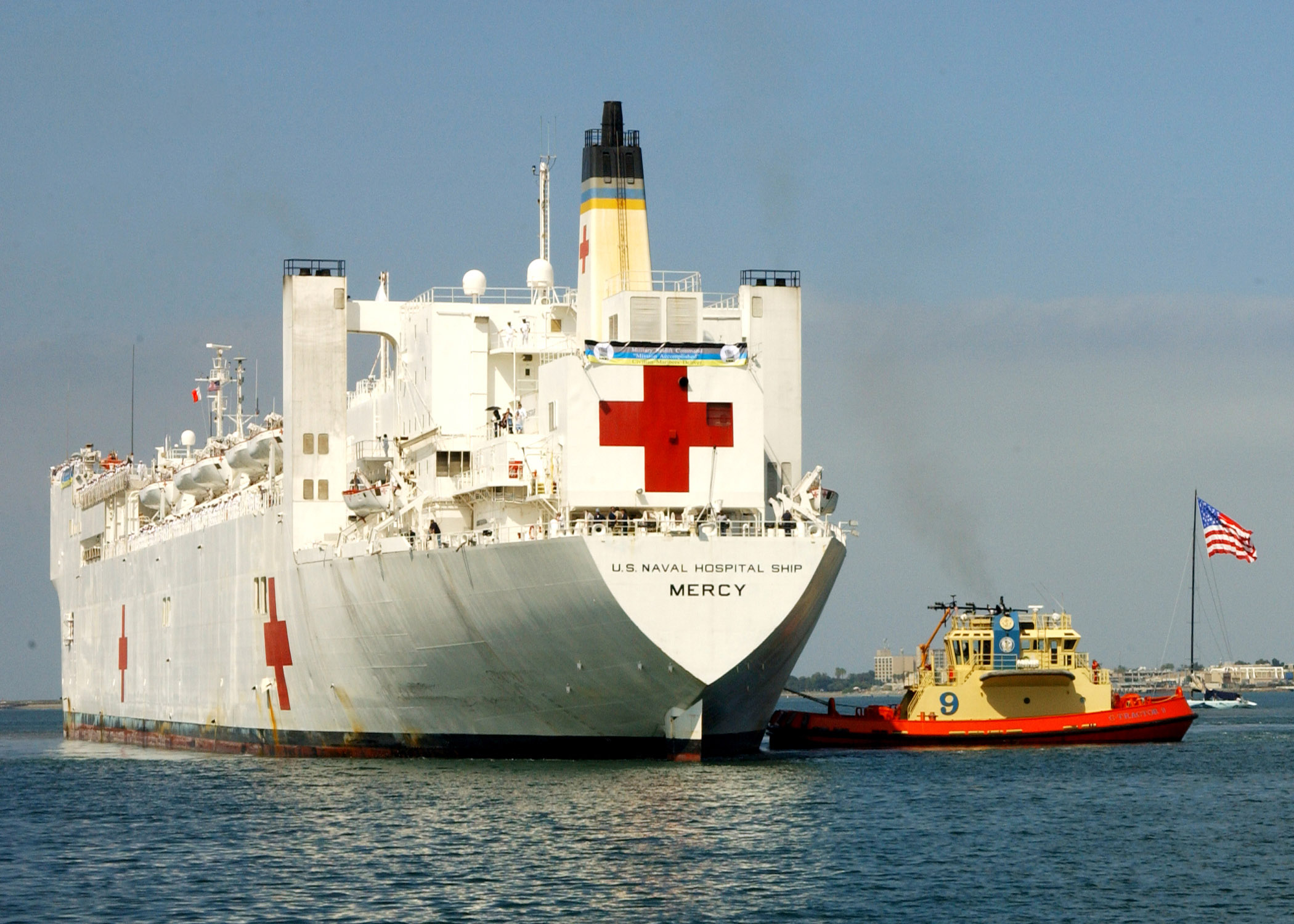
Navire-hôpital USNS Mercy (T-AH 19) du Military Sealift Command de retour à San Diego en juin 2005 après être resté 6 mois sur la zone du désastre, avoir traité 100000 patients et pratiqué 400 interventions chirurgicales.

Voici une liste non exhaustive des aides étatiques des autres pays non représentés sur le tableau ci-dessus :
- Argentine : a promis 2,5 millions de pastilles pour rendre l'eau potable.
- Cambodge : 30 000 euros.
- Chine : 2,6 millions de dollars.
- Corée du Sud : 50 millions de dollars.
- Danemark : 1,3 million d'euros.
- Finlande : 300 000 euros.
- Grèce : 300 000 euros.
- Hongrie : 245 000 euros.
- Iran : 627 000 dollars (464 000 euros).
- Irlande : 1 million d'euros.
- Luxembourg : 5 millions d'euros.
- Pologne : un million de zlotys (250 000 euros).
- Portugal : 8 millions d'euros.
- Qatar : 7,4 millions d'euros.
- Tchéquie : 328 000 euros.
- Roumanie : 304 000 euros.
- Russie : a annoncé l'envoi de 25 tonnes d'aide humanitaire au Sri Lanka.
- Suisse : 27 millions de francs suisses (~17 millions d'euros en 2004)

Des contributions privées se joignent à ces aides des États, comme en France où les mairies sont ouvertes aux citoyens et des entreprises envoient des médicaments, ou à Hong Kong, où le magnat Li Ka-shing a annoncé un don de 3,1 millions de dollars US (2,2 millions d'euros), et la vedette de films de kung fu Jackie Chan et d'autres stars du cinéma ont promis 1,5 million de dollars de Hong Kong (147 000 euros). Le président George W. Bush a fait un don personnel de 10 000 dollars US. En Suisse, la collecte nationale de La Chaîne du bonheur en faveur des victimes du séisme en Asie a battu le 5 janvier 2005 tous les records, avec plus de 62 millions de francs de promesses de dons. Au total, elle a récolté plus de 227,2 millions de francs suisse (~180 484 000 €) depuis le 26 décembre.

## Dans la culture
- Au-delà, l'un des personnages interprété par Cécile de France est une rescapée du tsunami de 2004.
- The Impossible, basé sur l'histoire vraie de María Belón (interprétée par Naomi Watts), un couple et leurs enfants en vacances en Thaïlande sont séparés par le tsunami du 26 décembre 2004. Au milieu de centaines de milliers d’autres personnes, ils vont tenter de survivre et de se retrouver.
- Mirage, le personnage interprété par Clive Standen est un rescapé du tsunami de 2004.
- Le roman D'autres vies que la mienne publié par Emmanuel Carrère en 2009 évoque le tsunami de 2004, qui emporte une petite fille, enclenchant le deuil pour une famille voisine du narrateur[82].
- En signe de deuil et à la mémoire de tous les disparus, l'Orchestre philharmonique de Vienne n'a pas joué la Marche de Radetzky le 1er janvier 2005, œuvre qui conclut traditionnellement le Concert du nouvel an.

### Documentaires télévisés
- Le tsunami du 26 décembre 2004, 13e épisode de la 3e saison de La Minute de vérité sur National Geographic Channel et sur Direct 8.
- « Zone Interdite » sur M6, Dix ans après, ils se souviennent diffusé le 30 novembre 2014.
- Tsunami, que s'est-il vraiment passé ? sur W9, diffusé le 12 janvier 2016.